# Cyril Julian
Cyril Denis Maurice Julian, (Castres (Tarn), 29 de Março de 1974) é um basquetebolista profissional francês atualmente aposentado.
O jogador que possui 2,06 m e atuava como Pivô. Durante sua carreira com a Seleção Francesa de Basquetebol conquistou a Medalha de Prata nos Jogos Olímpicos de Verão de 2000 em Sydney.
Após se aposentar dedicou-se a carreira de enólogo e hoje possui um Pub irlandês em Nancy